# Chevrolet Avalanche
Avalanche é uma dos grandes utilitários vendidos pela Chevrolet nos Estados Unidos, fabricada no México. Foi vendido nas versões, LS, 1LT, 2LT, LTZ 2WD LS, 1LT, 2LT e LTZ 4x4.
| Ano  | total de vendas nos EUA |
| ---- | ----------------------- |
| 2001 | 52,955                  |
| 2002 | 89,372                  |
| 2003 | 93,482                  |
| 2004 | 80,566                  |
| 2005 | 63,186                  |
| 2006 | 57,076                  |
| 2007 | 55,550                  |
| 2008 | 35,003                  |
| 2009 | 16,432                  |
| 2010 | 20,515                  |
| 2011 | 20,088                  |
| 2012 | 23,995                  |
| 2013 | 16,986                  |